# Fissidens potieri
Fissidens potieri är en bladmossart som beskrevs av Tamás Pócs 1966 [1967. Fissidens potieri ingår i släktet fickmossor, och familjen Fissidentaceae. Inga underarter finns listade i Catalogue of Life.